# Изабела Португалска (светица)
Св. Изабела Португалска (на испански: Santa Isabel – пристанище; родена на 8 юли 1271 г. починала през 1336 г.) е кралица на Португалия, инфанта на Арагон.
Тя е кръстена на баба си Света Елизабет Унгарска, канонизирана през 1235 година, и също като нея, е светица на католическата църква.

## Произход
Дъщеря е на крал Педро III Арагонски и Констанция Сицилианска (дъщеря на Манфред Хоенщауфен), съпруга на крал Денис Португалски (от 24 юни 1282).
Носи прозвището на „Светата кралица“ (A Rainha Santa) и „Миротворица“ (A Pacificadora), за това, че помага да се сдобрят Денис и сина му, вдигнал против него въстание).
Основава болници, училища и приюти. Въпреки факта, че Денис води свободен живот и има много любовници, остава примерна и предана съпруга. След смъртта на съпруга си се оттегля във францисканския манастир „Санта Клара“ в Коимбра. Но когато синът ѝ Афонсу IV започва война срещу кастилския крал Алфонсо XI поради лошо отношение към Мария Португалска, дъщеря на първия и съпруга на втория, Изабела отново се отправя на път и успява да попречи на битката, примирявайки двамата; но скоро се разболява и умира.

## Деца
Ражда на крал Денис I Португалски на две деца:
- Констанция, съпруга на Фердинанд IV Кастилски
- Афонсу IV

## Легенда и символ
В изобразителното изкуство атрибут на светицата е роза. Според легендата (която се отнася на първо място към Света Елизавета Унгарска и очевидно е пренесена за португалската кралица), кралят забранява на Изабела да дава милостиня на бедните. Веднъж кралицата носи хляб, покрит с кърпа, за да го раздаде на бедните, но по пътя се среща с мъжа си. „Какво има?“ – пита той строго. Светицата си спомня за множеството случаи, при които той я заплашва, че ще накаже и за миг, излъгва: „Рози“. „Покажи!“ – нарежда кралят. Светицата вдига кърпата, и според думите и се случва чудо: там наистина се оказват рози и тя е спасена (Чудото с розите).